# Maria Ewa Kamińska
Maria Ewa Kamińska z domu Kuydowicz (ur. 16 grudnia 1939 w Warszawie, zm. 3 lipca 2018 w Łodzi) – polska specjalistka w zakresie budownictwa, prof. dr hab. inż. nauk technicznych, wykładowczyni Politechniki Łódzkiej.

## Życiorys
W 1962 uzyskała tytuł magistra inżyniera budownictwa lądowego na Wydziale Budownictwa Lądowego Politechniki Łódzkiej. Tamże doktoryzowała się w 1971. 24 października 1994 habilitowała się na podstawie oceny dorobku naukowego i pracy zatytułowanej Metoda nieliniowej analizy żelbetowych elementów prętowych, a 9 grudnia 2002 nadano jej tytuł profesora w zakresie nauk technicznych. Została zatrudniona na stanowisku profesora w Katedrze Budownictwa Betonowego, oraz dziekana (2005–2008) i prodziekana (1999–2005) na Wydziale Budownictwa, Architektury i Inżynierii Środowiska Politechniki Łódzkiej.
W latach 1993–2005 pełniła funkcję sekretarza w Komitecie Nauki PZITB.
Jej zainteresowania naukowe obejmowały nieliniową analizę żelbetowych elementów prętowych, żelbetowe elementy z betonów wysokiej wytrzymałości oraz nowoczesne techniki wzmacniania elementów betonowych za pomocą materiałów kompozytowych.
Dorastała w Inowłodzu. Córka filologa klasycznego Józefa Kuydowicza oraz polonistki Eugenii z domu Namiota.

## Odznaczenia i wyróżnienia
- Złoty Krzyż Zasługi (1984)[7]
- Medal Komisji Edukacji Narodowej (2007)[7]
- Odznaka „Zasłużony dla Politechniki Łódzkiej”[6]
- Krzyż Kawalerski Orderu Odrodzenia Polski (2011)[8]
- Nagroda im. prof. Wacława Żenczykowskiego (1996)[9]
- Medal im. prof. Stefana Kaufmana (2008)[10]
- Srebrna i Złota Odznaka Polskiego Związku Inżynierów i Techników Budownictwa (2008)

## Publikacje
- Discussion (96-S23/From the March-April 1999, ACl Structural Journal 212–220) for paper by C. Allen Ross, David M. Jerome, Joseph W. Tedesco, Mary L. Hughes „Strengthening of Reinforced Concrete Beams with Externally Bonded Composite Laminates[1]
- 2003: Odkształcalność i sposób zniszczenia żelbetowych belek wzmocnionych na zginanie materiałami CFRP[1]
- 2003: Badania doświadczalne elementów ściskanych wzmocnionych materiałami kompozytowymi CFRP[1]
- 2017: Wpływ skrępowania betonu na efektywność zastosowania stali o podwyższonej wytrzymałości jako zbrojenia betonu[1]